# Samotraceón
El Samotraceón era un antiguo santuario de la isla griega de Delos. Sus ruinas forman parte del yacimiento arqueológico de Delos, declarado Patrimonio de la Humanidad por la Unesco. Más concretamente, el yacimiento forma parte de la ladera occidental del monte Cinto.

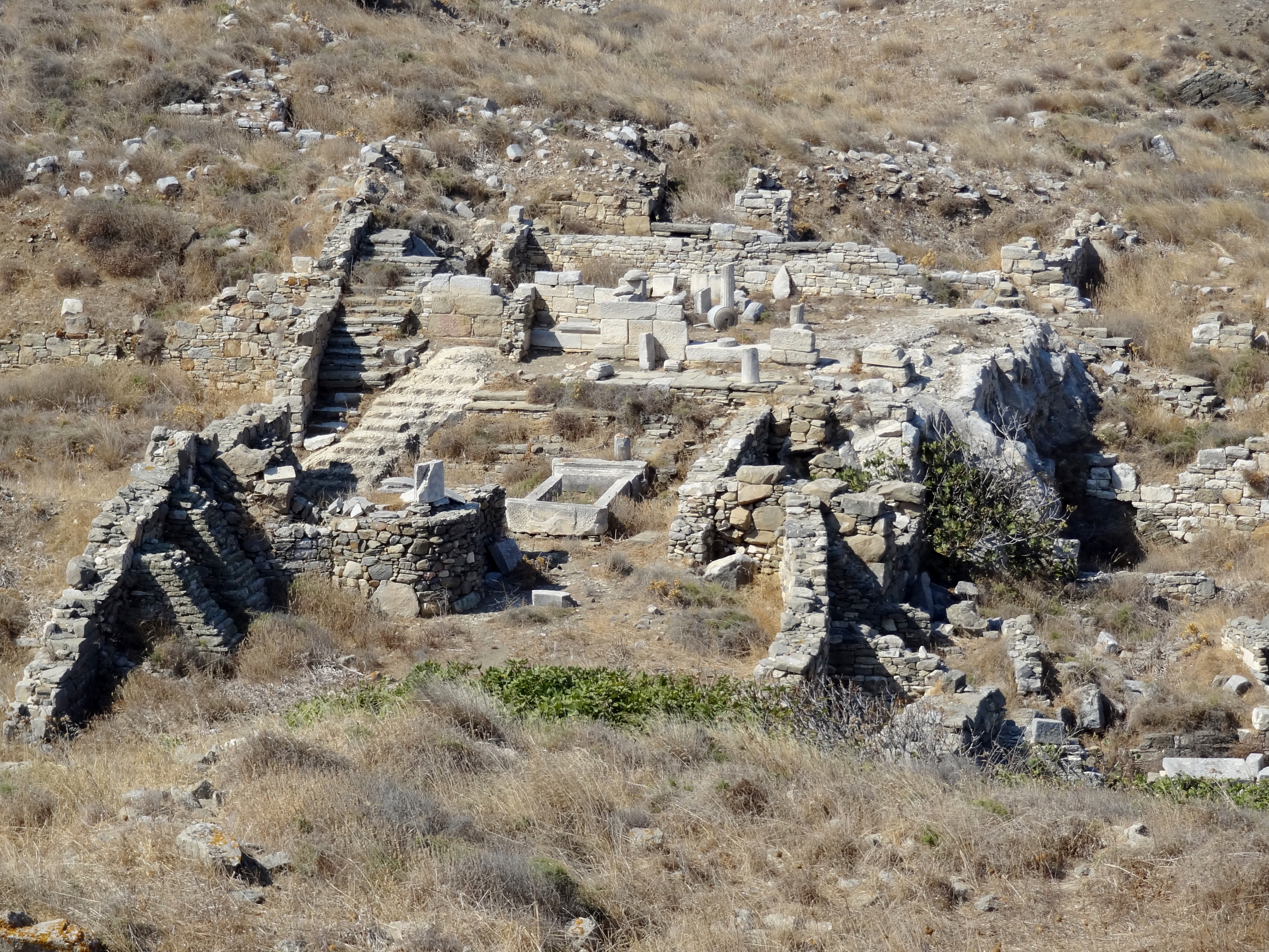
Samotraceón.

Se construyó originalmente en el periodo clásico o a principios del helenístico, alrededor del 400-300 a. C. El santuario estaba dedicado a los dioses del Misterio de Samotracia, conocidos como Cabiros y Grandes Dioses. El edificio estaba situado en la ladera del monte Cinto, al noreste del Teatro de Delos. Sus alrededores incluýan la llamada Casa de Inopo y los tres Serapeum.
El edificio era un pequeño templo de estilo dórico. Tenía un pronaos, con cuatro columnas dóricas delante, y un naos, más ancho en longitud.
Hacia 102-101 a. C., Heliánax, sacerdote de Poseidón Esio y de los Grandes Dioses, añadió al santuario el llamado monumento de Mitrídates VI. Se colocó inmediatamente al noreste del Samotraceón propiamente dicho, de modo que bloqueaba parte de su entrada columnada. El monumento consistía en una cámara cuadrada que contenía una estatua de Mitrídates. La fachada tenía dos columnas jónicas. El friso del monumento representaba a los caudillos y aliados de Mitrídates.